# El Triunfo tercera sección
El Triunfo tercera sección, también llamada El Santuario, es una localidad del municipio de Juárez ubicado en el noroeste del estado mexicano de Chiapas.

## Geografía
La localidad de El Triunfo tercera sección se sitúa en las coordenadas geográficas 17°34′31″N 93°14′38″O / 17.575278, -93.243889, a una elevación de 78 metros sobre el nivel del mar.

## Demografía
Según el Conteo de Población y Vivienda 2005, efectuado por el Instituto Nacional de Estadística y Geografía, El Triunfo tercera sección tenía 238 habitantes, en 2010 la población era de 257 habitantes, y para 2020 había 192 habitantes, de los cuales 93 son del sexo masculino y 99 del sexo femenino.
| Gráfica de evolución demográfica de El Triunfo 3.ª Sección (El Santuario) entre 2005 y 2020 |
|                                                                                             |
| INEGI.                                                                                      |